# Макондо
Макондо — це вигадане місто, в якому розгортаються події романів «Сто років самотності», «Похорон Великої Мами», «Зловісна година», «Полковникові ніхто не пише», «Шторм листя» та «Монолог Ізабель, яка дивиться на дощ у Макондо» колумбійського письменника Ґабрієля Ґарсія Маркеса.  
У 2005 році була запропонована місцева ініціатива перейменувати Аракатаку, рідне місто Гарсії Маркеса, на Макондо, щоб оживити місцеву економіку, яка перебувала в настільки скрутному становищі, що місто оголосило себе банкрутом. Однак на референдумі, що відбувся в Аракатасі, мешканці проявили мало зацікавленості, і пропозицію не було схвалено. У 2006 році Макондо було номіновано як культурний символ Колумбії у конкурсі, організованому журналом Semana за підтримки Caracol TV, Міністерства культури та ініціативи Colombia es pasión.

## Зноски
1. ↑  Marquez town rebuffs Macondo name. 26 червня 2006. Процитовано 1 червня 2025.